# Járngreipr

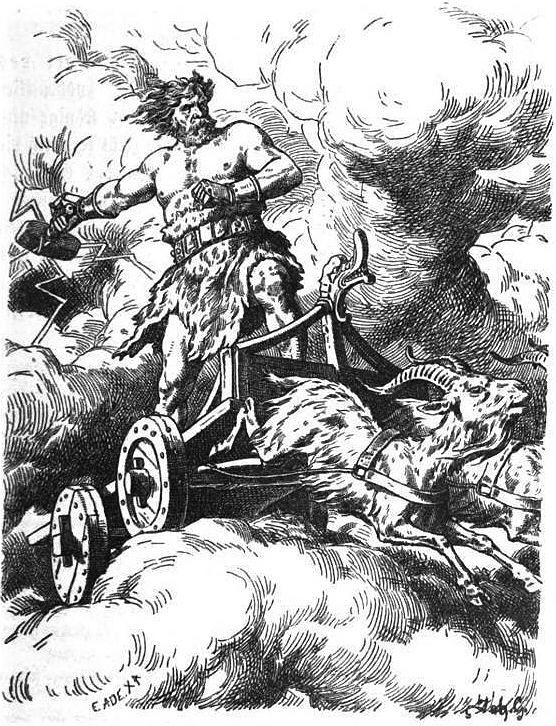
Thor (1901) de Johannes Gehrts.

En la Mitología nórdica, las Járngreipr fem. pl. (en nórdico antiguo "pinzas de hierro"; en islandés moderno járngreipar fem. pl.) o Járnglófar masc. pl. ("guanteletes de hierro") son los guantes de hierro del dios Thor. De acuerdo con la Edda de Snorri, junto con el martillo Mjǫllnir y el cinturón Megingjǫrð, las Járngreipr son una de las posesiones más importantes de Thor. Según el capítulo 20 del libro Gylfaginning, Thor usaba estos guantes para manipular su poderoso martillo. La razón de su existencia procede de la leyenda. Cuando el enano que trabajaba en la forja, recibió un mordisco en el ojo por un tábano (presumiblemente era el dios Loki disfrazado), y provocó que el mango se hiciera más corto.